# Unteraich (Guteneck)
Unteraich ist ein Ortsteil der Gemeinde Guteneck im Landkreis Schwandorf.

## Geographie
Unteraich liegt etwa 20 km westlich der Landesgrenze zu Tschechien im mittleren Oberpfälzer Wald, rund 5 km östlich von Nabburg auf einer Höhe von 450 Metern. Der Ort ist über die Kreisstraßen SAD 39 bzw. Staatsstraße 2156 zu erreichen. Der westlich von Oberaich entspringende Zitterbach fließt an dem Ort vorbei.

## Aus der Geschichte

### Unteraich in Steuerverzeichnissen
In einem Salbuch aus den Jahren 1473/75, in dem Unteraich zum Pflegamt Nabburg gehörend geführt wird, sind unter Unteraich folgende Abgaben aufgelistet: Geldzins 7 Schillinge. Ein weiteres Salbuch von 1513 enthält folgenden Eintrag: „Vndtern Aich Jägergeld jährlich von 6 Höfen, 2 Halbhöfen“. Jägergeld bezeichnet das in Geld ablösbare Recht auf Beherbergungen von Beamten oder Jägern auf Höfen. 1606 zählte Unteraich 7 Höfe und ein Gut. 2 Pferde, 19 Ochsen, 38 Kühe, 12 Rinder, 8 Schweine, 2 Kälber, 156 Schafe und 6 Frischlinge sind aufgeführt, wofür 34 Gulden und 7,5 Kreuzer an Steuern abgeführt werden mussten. 1762 existierten in Unteraich laut Herdstättenverzeichnis 12 Herdstätten (= ist ein Verzeichnis aller Befeuerungen, Herdstätten).

### Dreißigjähriger Krieg
Der Dreißigjährige Krieg von 1618 bis 1648 war ein Konflikt um die Vorherrschaft im Heiligen Römischen Reich Deutscher Nation und in Europa und zugleich ein Religionskrieg, der auch 1621 die Oberpfalz erreichte und verheerende Auswirkungen in wirtschaftlicher, gesellschaftlicher und kultureller Art hatte. Auch das Amt Nabburg, zu dem Unteraich gehörte, war davon stark betroffen. Raub, Brand und Plünderungen setzten die Leute in Angst und Schrecken, die Viehbestände waren stark reduziert. Seuchen und Hungersnöte dezimierten die Bevölkerung im Amt Nabburg in dieser Zeit um etwa 40 Prozent. Die Bewohner Nabburg und der umliegenden Dörfer mussten für die Kriegskosten aufkommen. So hatte Unteraich in den Jahren 1628 bis 1651 Kriegsaufwendungen in Höhe von 682 Gulden zu tragen.

## Gemeindebildung
Das Königreich Bayern wurde 1808 in 15 Kreise eingeteilt. Diese Kreise wurden nach französischem Vorbild nach Flüssen benannt (Naabkreis, Regenkreis, Unterdonaukreis usw.). Die Kreise gliederten sich in Landgerichtsbezirke. Die Bezirke wiederum sollten in einzelne Gemeindegebiete eingeteilt werden. 1811 wurde das Landgericht Nabburg in 58 Obmannschaften, einer untersten Verwaltungseinheit, die einer Gemeinde entspricht, eingeteilt. Einer davon war Unteraich, bestehend aus den Dörfern Unteraich, Mitteraich, Oberaich, Pischdorf, Guteneck, Oberkatzbach, Häuslberg und Maximilianshof. Nach dem Gemeindeedikt von 1818 gab es am 14. Juni 1819 ein Verzeichnis der bestehenden Gemeinden im Landgericht Nabburg. Die Gemeinde Unteraich bestand aus den Ortschaften Unteraich, Mitteraich, Oberaich, Oberkatzbach und Luigendorf mit insgesamt 45 Familien.

## Auflösung der Gemeinde Unteraich
Am 1. Januar 1972 wurde die Gemeinde Unteraich aufgelöst und in die Gemeinde Guteneck eingegliedert.

## Persönlichkeiten
- Hans Werner, * 15. November 1912 in Unteraich, † 22. Februar 1989 ebenda, war ein deutscher Politiker

## Bildergalerie

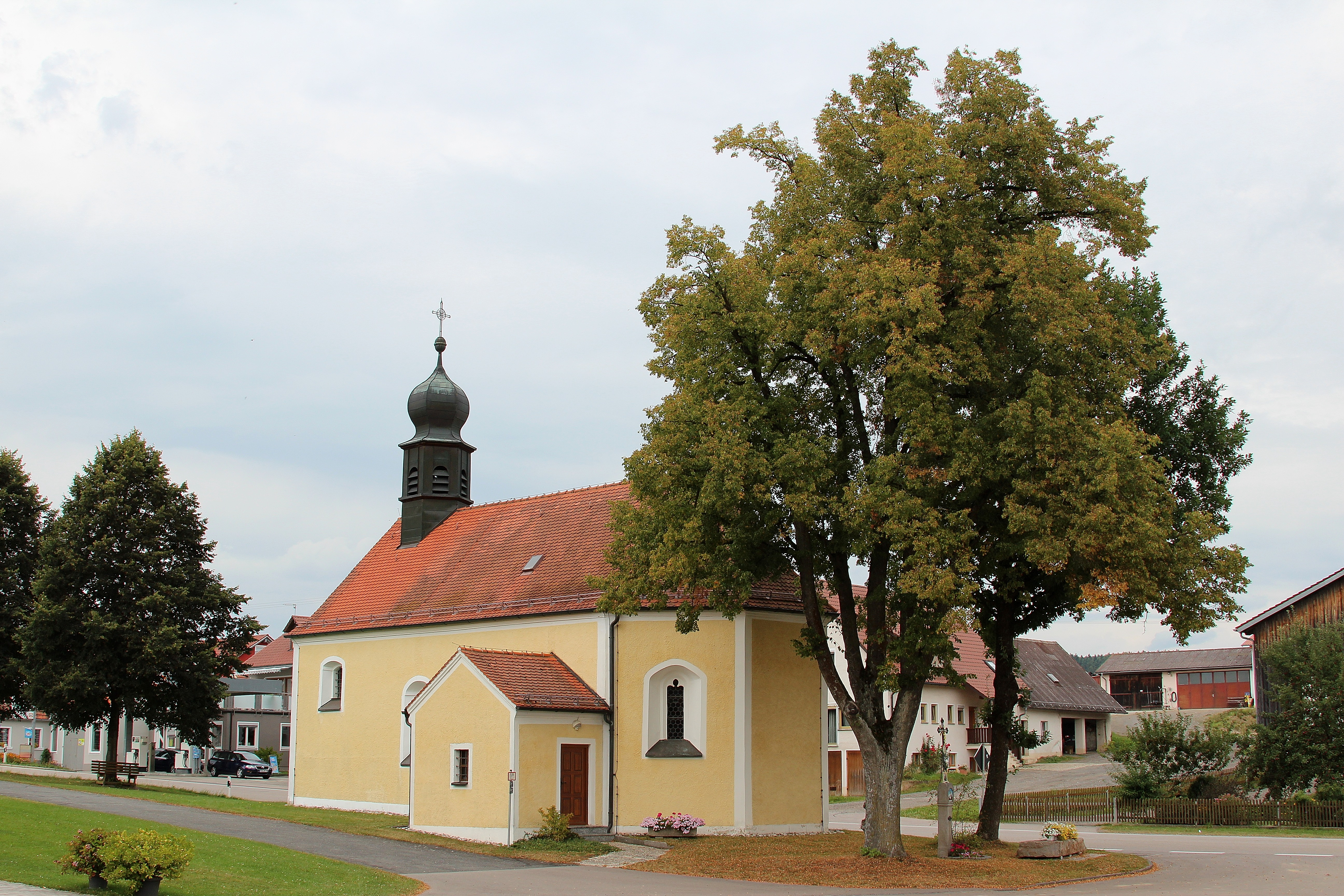
St. Joseph (2016)
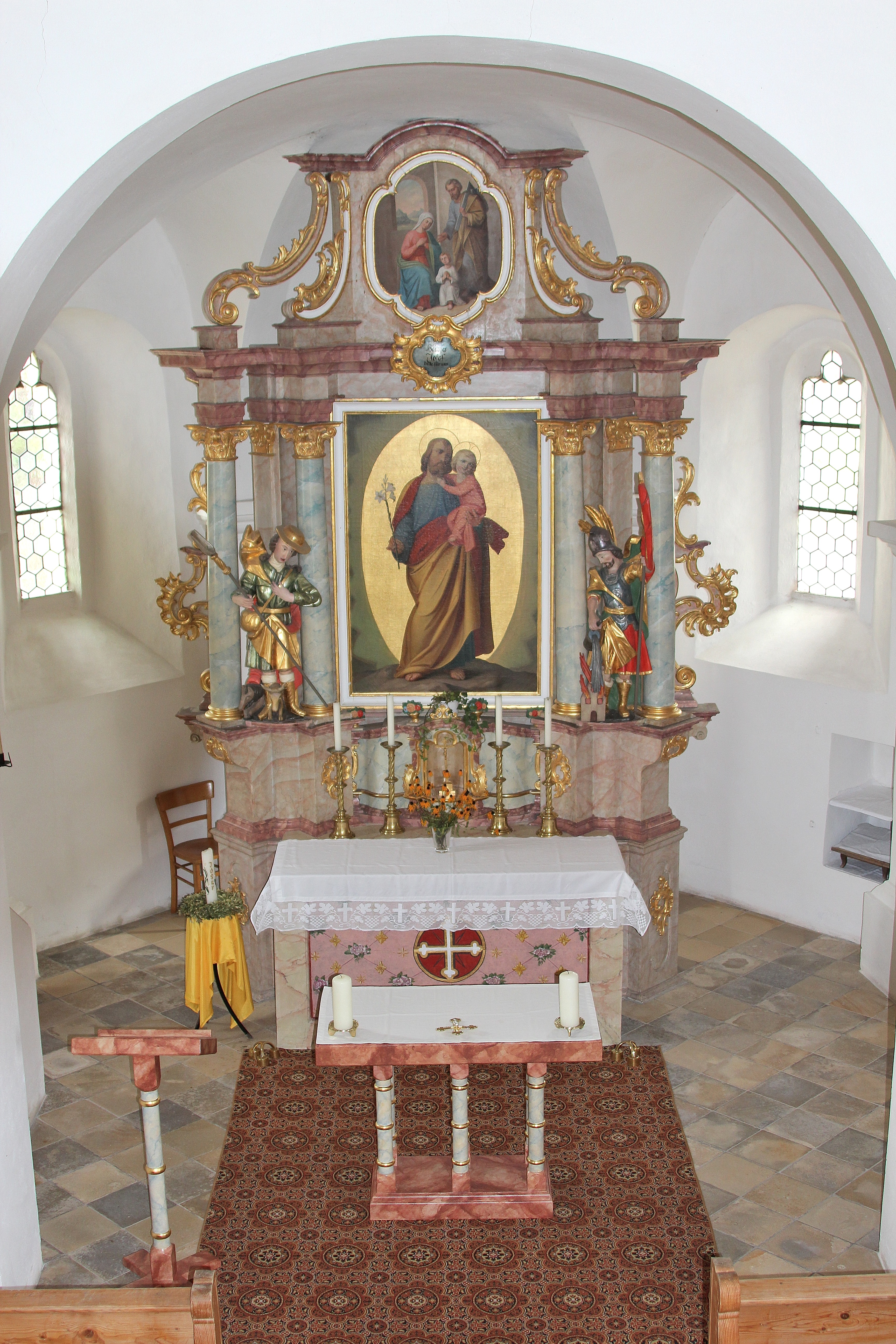
St. Joseph (2016)
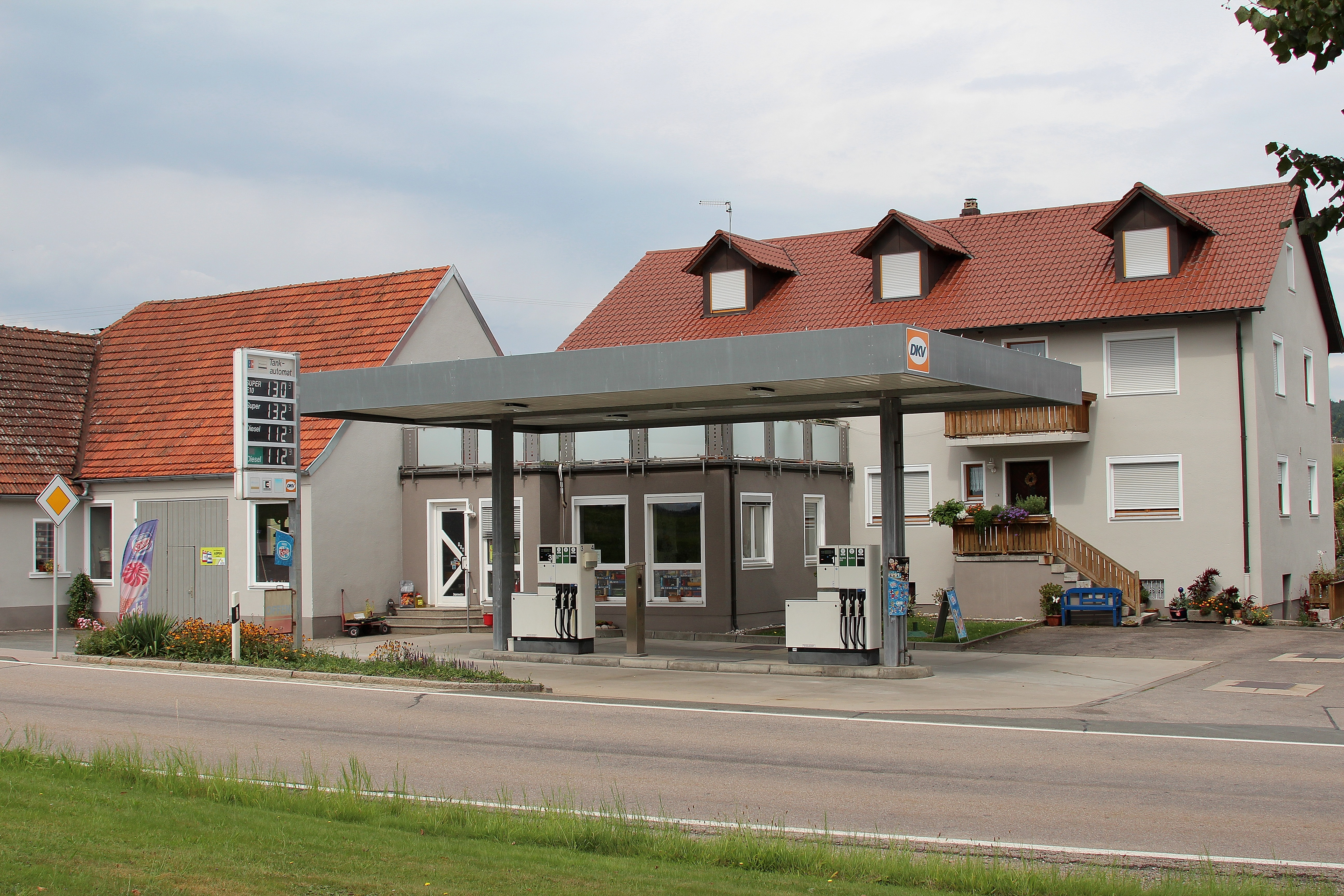
Tankstelle (2016)
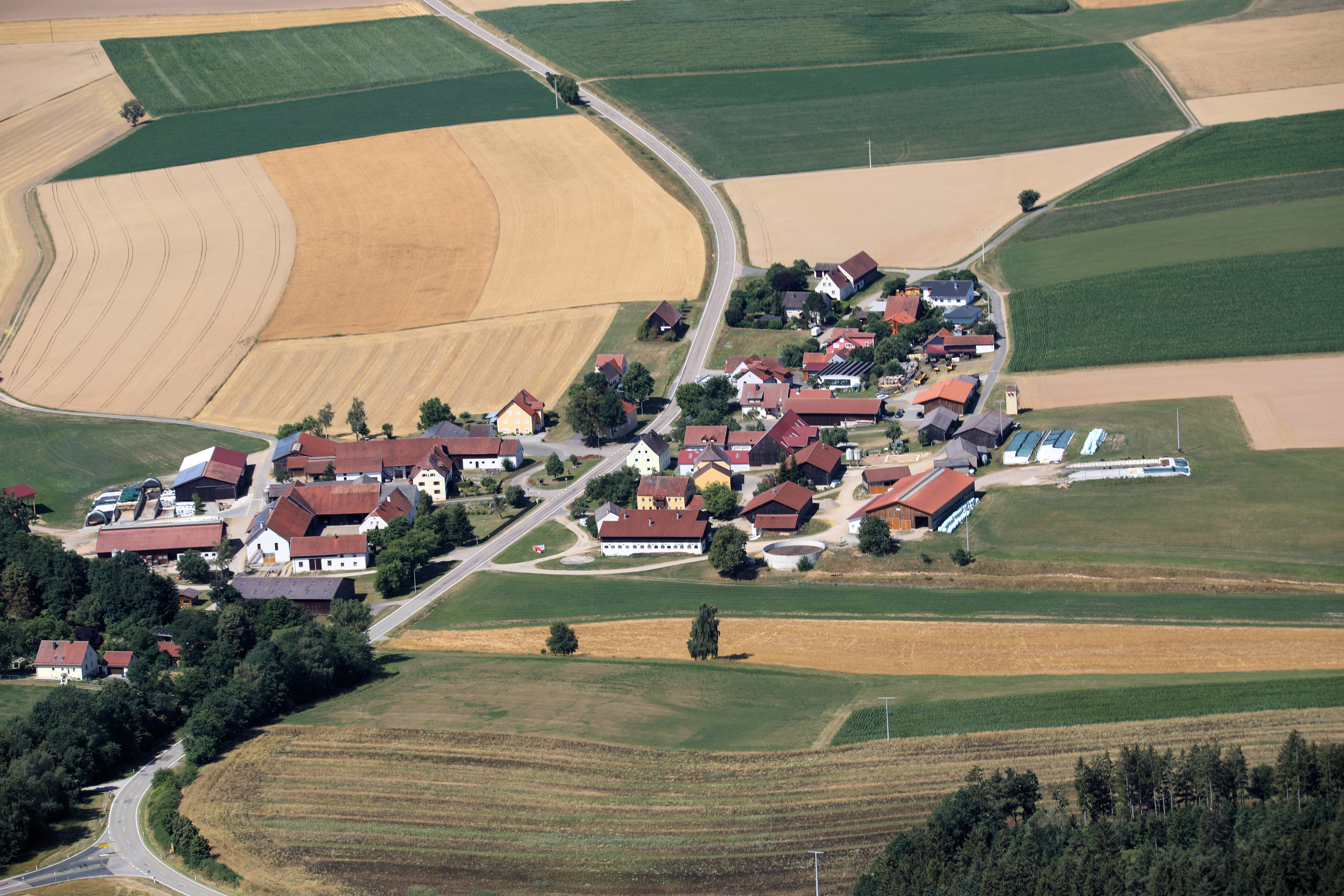
Unteraich (2022)